# Capillaria
Genre
Capillaria est un genre de nématodes — embranchement de vers non segmentés, recouverts d'une épaisse cuticule et menant une vie libre ou parasitaire — appartenant à la famille des Capillariidae. Comme la taxonomie de cette famille a été l'objet de changements nombreux, ses espèces sont parfois toutes placées dans le genre Capillaria ou classées dans une vingtaine de genres. Quelques espèces parasites de poissons autrefois classées dans le genre Capillaria sont maintenant incluses dans le genre Huffmanela, d'un famille différente, celle des Trichosomoididae.
Les maladies produites chez l'homme ou les animaux par des Capillariidae (qu'ils soient ou non actuellement classés dans le genre Capillaria ou dans les autres genres de Capillariidae) sont appelées capillarioses.

## Description
Le stichosome est constitué d'une unique rangée de stichocytes. Chez le mâle, l'extrémité postérieure est ronde, dépourvue de palettes caudales contrairement à d'autres Capillariidae mais est généralement munie de deux lobes latéraux, ventro-latéraux ou dorso-latéraux. Il n'y a pas de bourse membraneuse, et une paire de papilles est généralement présente près de l'ouverture cloacale. Le spicule a de nombreuses rainures transversales rugueuses et sa gaine est épineuse. L'appendice vulvaire de la femelle est absent ou présent.

## Hôtes
Les espèces de ce genre parasitent l'intestin et le foie de toutes sortes de vertébrés, à l'exception des reptiles. Les espèces du sous genre Capillaria (Capillaria) parasitent principalement des oiseaux, celles des sous-genres Capillaria (Capillaroides), Capillaria (Neocapillaria) et Capillaria (Procapillaria) l'intestin de poissons,,, celles du sous-genre Capillaria (Hepatocapillaria) le foie de poissons et celles du sous-genre Capillaria (Tridentocapillaria) l'intestin d'oiseaux des ordres des Passeriformes et des Piciformes,.

## Taxinomie

### Différentes acceptions
Le genre Capillaria est pour la première fois décrit par Johann Georg Heinrich Zeder en 1895. Regroupant longtemps tous les nématodes appartenant aujourd'hui à la famille des Capillariidae, plusieurs découpages en sont proposés, et notamment celui du parasitologiste tchèque František Moravec, en 2001 qui retient six sous-genres :
- Capillaria (Capillaria) Zeder, 1800
- Capillaria (Capillaroides) Moravec, 1987
- Capillaria (Hepatocapillaria) Moravec, 1987
- Capillaria (Neocapillaria) Moravec, 1987
- Capillaria (Procapillaria) Moravec, 1987
- Capillaria (Tridentocapillaria) Baruš & Sergeeva, 1990

### Listes d'espèces
Les listes d'espèces suivantes sont issues de plusieurs sources. Elles sont organisées selon le découpage en sous-genres retenu par Moravec (2001) et modifiées selon les dernières descriptions. La liste d'espèce du sous-genre Capillaria (Capillaria) est fondée sur Moravec (2001) pour les espèces valides, et sur le Biology Catalog proposé par Joel K. Hallan en 2008 pour l'attribution sub-générique. Les espèces des sous-genres Capillaria (Capillaroides) et Capillaria (Hepatocapillaria) suivent Moravec (2001) in extenso. La liste des espèces du sous-genre Capillaria (Neocapillaria) est fondée sur Moravec (2001), mais actualisée selon Moravec et Justine (2014). La liste des espèces du sous-genre Capillaria (Procapillaria) est fondée sur Moravec (2001). La liste des espèces du sous-genre Capillaria (Tridentocapillaria) se fonde sur la liste proposée par Vlastimil Baruš et Tamara Petrovna Sergejeva en 1990 lors de la description de Tridentocapillaria, avec Capillaria hirundinis ajouté en 1993 par Anna Okulewicz.
| - Capillaria (Capillaria) Zeder, 1800 - Capillaria anatis Schrank, 1790 - Capillaria brasiliana Freitas, 1933 - Capillaria longistriata Walton, 1923 - Capillaria nyrocinarum Madsen, 1945 - Capillaria phasianina Kotlán, 1940 - Capillaria rigidula (Dujardin, 1845) - Capillaria skrjabini Wassilkowa, 1926 - Capillaria spinulosa Linstow, 1890 - Capillaria tenuissima Rudolphi, 1809 - Capillaria totani (Linstow, 1875) - Capillaria venusta Freitas & Mendonça, 1958 - Capillaria (Capillaroides) Moravec, 1987 - Capillaroides catenata van Cleave & Mueller, 1932, - Capillaria (Hepatocapillaria) Moravec, 1987 - Capillaria cichlasomae Moravec, Scholz & Mendoza-Franco, 1995 - Capillaria cyprinodonticola Huffman & Bullock, 1973 | - Capillaria (Neocapillaria) Moravec, 1987 - Capillaria acanthopagri Moravec, Nagasawa & Madinabeitia, 2010 - Capillaria carioca Freitas & Lent, 1935, - Capillaria cooperi Johnston & Mawson, 1945 - Capillaria hakofugu Araki & Machida, 1991 - Capillaria navoneae Timi, Rossin & Lanfranchi, 2006, - Capillaria plectropomi Moravec & Justine, 2014 - Capillaria pterophylli Heinze, 1933, - Capillaria wickinsi Ogden, 1965, - Capillaria (Procapillaria) Moravec, 1987 - Capillaria appendigera Moravec & Barton, 2017 - Capillaria gracilis (Bellingham, 1840) - Capillaria margolisi Moravec & McDonald, 1981 - Capillaria schmidti Arya, 1985 - Capillaria (Tridentocapillaria) Baruš & Sergeeva, 1990 - Capillaria eurycerca (Oschmarin & Parukhin, 1963) - Capillaria hirundinis (Rudolphi, 1819) - Capillaria javanensis Wakelin, Schmidt & Kuntz, 1971 - Capillaria parusi Wakelin, Schmidt & Kuntz, 1970 - Capillaria tridens (Dujardin, 1845) | - sous-genre non défini - Capillaria recondita Freitas & Lent, 1942, - Capillaria aramidesi Freitas & Lent, 1933 - Capillaria collaris (Linstow, 1873) - Capillaria gracilis (Bellingham, 1844) - Capillaria indica Subramanian, 1969 - Capillaria kabatai Inglis & Coles, 1963 - Capillaria madseni Wakelin, Schmidt & Kuntz, 1970 - Capillaria manica (Dujardin, 1845) - Capillaria ornamentata Spratt, 2006, sans sous-genre - Capillaria recurvirostrae Mawson, 1968 - Capillaria uruguayensis Calzada, 1937 - Capillaria vazi Freitas, 1933 |

Plusieurs espèces sont des species inquirendae, souffrant de descriptions incomplètes ou inappropriées :
- Capillaria bombinatoris (Linstow, 1892)[9], species inquirenda selon Moravec (2001)[29]
- Capillaria fudingensis Wang, 1982[9], species inquirenda selon Moravec (2001)[30]
- Capillaria fujianensis Wang, 1982[9], species inquirenda selon Moravec (2001)[31]
- Capillaria fuzhouensis Wang, 1982, species inquirenda selon Moravec (2001)[32]
- Capillaria gigantea (Wang, 1984)[9], rapproché du genre Freitascapillaria ou de Paracapillaria par Moravec[33],[34]
- Capillaria honghuensis Sun & Wu, 1993[9], species inquirenda selon Moravec (2001)[35]
- Capillaria lepidopodis Johnston & Mawson, 1944[9], species inquirenda selon Moravec (2001)[36]
- Capillaria mogurndae Yamaguti, 1941[9], species inquirenda selon Moravec (2001)[37]
- Capillaria pytasi Wang, 1982, species inquirenda selon Moravec (2001)[38]
- Capillaria ranae Wang, 1982[9], species inquirenda selon Moravec (2001)[39]
- Capillaria sinipercae Sun & Wu, 1993[9], species inquirenda selon Moravec (2001)[40]
- Capillaria talpae Siebold, 1850[9], species inquirenda selon Moravec (2000)[41]

D'autres espèces ont été décrites, au statut incertain :
- Capillaria africana (Khalil, 1977)[9]
- Capillaria alaudae Rudolphi, 1819[9]
- Capillaria alphia Boch & Forstner, 1959[9]
- Capillaria ariusi (Parukhin, 1989)[9]
- Capillaria avellari[9]
- Capillaria caballeroi (Khalil, 1977)[9]
- Capillaria cecumitis (Ching, 1990)[9]
- Capillaria chandigarhensis (Kalia & Gupta, 1985)[9]
- Capillaria chauhani Gupta & Kumar, 1975[9]
- Capillaria coeca Matsaberidze, 1981[9]
- Capillaria combologiodes Ehrlich & Mikacic, 1940[9]
- Capillaria crossostomae Wang, 1987[9]
- Capillaria dicruri (Wang, 1987)[9]
- Capillaria diesingi Kolenati, 1856[9]
- Capillaria euproctus Boulenger, 1917[9]
- Capillaria exigua Dujardin, 1845[9]
- Capillaria falconis-nisi Diesing, 1851[9]
- Capillaria fulicae (Pavlov & Borgarenko, 1959)[9]
- Capillaria gallinae (Cheng, 1982)[9]
- Capillaria hokkaidensis (Asakawa, Kamiya & Ohbayashi, 1988)[9]
- Capillaria khalili Arya, 1993[9]
- Capillaria konstantini Romashov, 1999[9]
- Capillaria limicolae (Gubanov & Mamajev, 1964)[9]
- Capillaria longicauda Freitas & Lent, 1935[9]
- Capillaria longipes Ransom, 1911[9]
- Capillaria magnova Justine, 1990[42],[9]
- Capillaria merluccii Reimer, 1991[9]
- Capillaria michiganensis Read, 1949[9]
- Capillaria mingazzinii Rizzo, 1902[9]
- Capillaria miniopterae Thomas, 1959[9]
- Capillaria mogerae Mamaev & Ochotina, 1968[9]
- Capillaria murismusculi Diesing, 1861[9]
- Capillaria murisnitedulae Diesing, 1897[9]
- Capillaria myotisi Bernard, 1987[9]
- Capillaria namibiensis[9]
- Capillaria ohbayashii Justine, 1992[43],[9]
- Capillaria ovis[9]
- Capillaria ovoreticulata[9]
- Capillaria petterae (Kalia & Gupta, 1985)[9]
- Capillaria pipistrelli Yamaguti, 1941[9]
- Capillaria piscatori Ray & Majumdar, 1995[9]
- Capillaria pudendotecta Lubimova, 1947[9]
- Capillaria rangiferi Mitskewich, 1957[9]
- Capillaria retusa Rail, 1893[9]
- Capillaria ryzhikovi Daja, 1967[9]
- Capillaria sibirica Románov, 1955[9]
- Capillaria sichuanensis Wang & Jiang, 1986[9]
- Capillaria similis Kowalewski, 1903[9]
- Capillaria spinosa MacCallum, 1926[9]
- Capillaria suis Pigolkin, 1958[9]
- Capillaria tumida Zeder, 1803[9]
- Capillaria vespertilionis Rudolphi, 1819[9]
- Capillaria yamagutii Tadros & Mahmoud, 1968[9]